# Rhynchagrotis cupidissima
Rhynchagrotis cupidissima là một loài bướm đêm trong họ Noctuidae.